# Casa Guillamet
La Casa Guillamet és un edifici del municipi de Figueres (Alt Empordà) que forma part de l'Inventari del Patrimoni Arquitectònic de Catalunya.

## Descripció
Edifici situat al centre històric de la ciutat, a davant de l'arxiu municipal. Casa cantonera, amb dues façanes, respectant un xamfrà, formant un conjunt ordenat per balcons als extrems i tribunes (miradors) a la cantonada. Això es repeteix en els tres pisos. Entre balcons i tribunes hi ha finestres horitzontals. Està cobert per terrassa. Els acabats exteriors són amb arrebossat pintat i destaca un acurat disseny de les reixes dels balcons i la terrassa. La planta baixa està dedicada a un comerç, deteriorada pel recobriment de la façana amb elements estranys al conjunt (empit de ceràmica i pedra artificial a la planta baixa).